# Guillermo May
Luis Guillermo May Bartesaghi (Montevideo, 11 de marzo de 1998) es un futbolista uruguayo de ascendencia italiana. Juega de delantero centro y su equipo actual es el Auckland Football Club de la A-League, máxima categoría del fútbol australiano.

## Trayectoria
Guillermo comenzó a jugar en el baby fútbol de Mirador Rosado y realizó las categorías infantiles. Se destacó con goles por lo que fue convocado a la selección de la Liga de Palermo, ganaron el Mundialito Danone, clasificaron a la Danone Nations Cup para representar a Uruguay en Sudáfrica, tras una gran campaña llegaron a la final pero fueron derrotados por México, compartió equipo con Joaquín Piquerez. Con 12 años fue fichado por el Club Nacional de Football y realizó las categorías juveniles en uno de los clubes más importantes de Uruguay. Tuvo regularidad durante toda su formación con una buena cuota goleadora. Fue a comienzos del año 2017 cuando tuvo la oportunidad de probarse en la reserva del Borussia Dortmund de Alemania. Hizo la pretemporada con los alemanes como el más chico del plantel con 18 años, jugó partidos amistosos contra la reserva del San Pauli y Fortuna Colonia, pudo convertir un gol pero no fue fichado.
Regresó a Nacional y continuó su formación, durante el 2017 jugó 38 partidos y convirtió 17 goles con la sub-19, salieron campeones del Torneo Inicial y del Campeonato Uruguayo, también jugó 2 partidos con Tercera División. En el año 2018 jugó medio año con la reserva del club y anotó 6 goles en 13 encuentros.
Fue cedido al Real Club Deportivo de La Coruña Fabril para jugar la temporada europea 2018-19 en la tercera categoría del fútbol español. El 26 de agosto de 2018 debutó en un partido oficial como profesional, fue en la primera fecha del campeonato, jugó como titular contra Inter de Madrid y empataron 2-2.
Lo convocaron para jugar el Trofeo Concepción Arenal de 2018, competición amistosa que enfrentó al Deportivo de La Coruña y Racing de Ferrol, debutó con el primer equipo del Dépor con triunfo ya que ingresó al minuto 62 y ganaron 0-1.
Tuvo una participación constante durante la Segunda División B de España 2018-19, finalizó con 29 partidos jugados y 4 goles pero tras quedar en última posición descendieron de categoría. Regresó a Uruguay y se incorporó a la reserva de Nacional para jugar la segunda mitad del 2019, con los tricolores convirtió 4 goles en 15 encuentros.
Debido a que no iba a ser considerado en el primer equipo de Nacional, fue cedido al Cerro Largo Fútbol Club.
Debutó con su nuevo equipo en la máxima categoría del fútbol uruguayo el 9 de marzo de 2020, fue en la fecha 3 del Torneo Apertura, estuvo los 90 minutos en cancha contra Boston River y empataron sin goles.
Fue fichado por Danubio en 2022, donde mostró su mejor nivel, incluso fue seleccionado por la AUF como el mejor jugador del mes en marzo de 2023. Tras una temporada y media dejó el club con 65 partidos jugados, 19 goles y 7 asistencias.
El 31 de agosto de 2023, tras rescindir con Danubio firmó contrato con Newell’s un vínculo hasta 2026, el club argentino adquirió el 65% de su ficha.
Debutó con en el campeonato argentino el 16 de septiembre, ingresó en los minutos finales contra Unión y empataron 1-1 en el Estadio Marcelo Bielsa. La fecha siguiente jugaron contra Racing en el Cilindro de Avellaneda, nuevamente ingresó en el transcurso del segundo tiempo, ya en tiempo cumplido anotó su primer gol en Argentina, lo que significó el empate parcial 1-1, finalmente perdieron 2-1 con un gol de su compatriota Gastón Martirena.
En su primera temporada con Newell’s jugó 9 partidos y convirtió 2 goles.
Fue fichado por Auckland Football Club en septiembre de 2024, para jugar en la máxima categoría del fútbol autraliano en un club recién fundado.

## Selección nacional
Guillermo ha sido parte de la selección de Uruguay en su categoría sub-17.
Fue citado por el en ese entonces nuevo entrenador de la sub-17, Santiago Ostolaza, para comenzar con los entrenamientos en marzo de 2014. Compartió plantel con jugadores como Marcelo Saracchi, Joaquín Piquerez, Diego Rossi y Nicolás Schiappacasse. Posteriormente no volvió a ser convocado.

## Estadísticas
Actualizado al último partido citado el 24 de mayo de 2025.
| Club                              | Div.          | Temporada     | Liga  | Liga  | Liga   | Copas nacionales | Copas nacionales | Copas nacionales | Copas internacionales | Copas internacionales | Copas internacionales | Total | Total | Total  |
| Club                              | Div.          | Temporada     | Part. | Goles | Asist. | Part.            | Goles            | Asist.           | Part.                 | Goles                 | Asist.                | Part. | Goles | Asist. |
| --------------------------------- | ------------- | ------------- | ----- | ----- | ------ | ---------------- | ---------------- | ---------------- | --------------------- | --------------------- | --------------------- | ----- | ----- | ------ |
| R. C. Deportivo Fabril · España   | 3.ª           | 2018-19       | 29    | 4     | 0      | —                | —                | —                | —                     | —                     | —                     | 29    | 4     | 0      |
| R. C. Deportivo Fabril · España   | Total club    | Total club    | 29    | 4     | 0      | 0                | 0                | 0                | 0                     | 0                     | 0                     | 29    | 4     | 0      |
| Cerro Largo F. C. · Uruguay       | 1.ª           | 2020          | 27    | 7     | 2      | —                | —                | —                | 0                     | 0                     | 0                     | 27    | 7     | 2      |
| Cerro Largo F. C. · Uruguay       | Total club    | Total club    | 27    | 7     | 2      | 0                | 0                | 0                | 0                     | 0                     | 0                     | 27    | 7     | 2      |
| C. Nacional de F. · Uruguay       | 1.ª           | 2021          | 5     | 1     | 0      | 1                | 0                | 0                | 1                     | 0                     | 0                     | 7     | 1     | 0      |
| C. Nacional de F. · Uruguay       | Total club    | Total club    | 5     | 1     | 0      | 1                | 0                | 0                | 1                     | 0                     | 0                     | 7     | 1     | 0      |
| Danubio F. C. · Uruguay           | 1.ª           | 2022          | 36    | 7     | 5      | -                | -                | -                | —                     | —                     | —                     | 36    | 7     | 5      |
| Danubio F. C. · Uruguay           | 1.ª           | 2023          | 22    | 9     | 2      | -                | -                | -                | 7                     | 3                     | 0                     | 29    | 12    | 2      |
| Danubio F. C. · Uruguay           | Total club    | Total club    | 58    | 16    | 7      | 0                | 0                | 0                | 7                     | 3                     | 0                     | 65    | 19    | 7      |
| C. A. Newell's Old Boys Argentina | 1.ª           | 2023          | -     | -     | -      | 9                | 2                | 0                | -                     | -                     | -                     | 9     | 2     | 0      |
| C. A. Newell's Old Boys Argentina | 1.ª           | 2024          | 5     | 0     | 0      | 14               | 1                | 1                | —                     | —                     | —                     | 19    | 1     | 1      |
| C. A. Newell's Old Boys Argentina | Total club    | Total club    | 5     | 0     | 0      | 23               | 3                | 1                | 0                     | 0                     | 0                     | 28    | 3     | 1      |
| Auckland F. C. Australia          | 1.ª           | 2024-25       | 28    | 9     | 2      | —                | —                | —                | —                     | —                     | —                     | 28    | 9     | 2      |
| Auckland F. C. Australia          | 1.ª           | 2025-26       | 0     | 0     | 0      | -                | -                | -                | —                     | —                     | —                     | 0     | 0     | 0      |
| Auckland F. C. Australia          | Total club    | Total club    | 28    | 9     | 2      | 0                | 0                | 0                | 0                     | 0                     | 0                     | 28    | 9     | 2      |
| Total carrera                     | Total carrera | Total carrera | 152   | 37    | 11     | 24               | 3                | 1                | 8                     | 3                     | 0                     | 184   | 43    | 12     |
| 1. 2.                             |               |               |       |       |        |                  |                  |                  |                       |                       |                       |       |       |        |

## Palmarés

### Títulos internacionales
| Título                   | Club              | Sede    | Año  |
| ------------------------ | ----------------- | ------- | ---- |
| Copa Libertadores Sub-20 | C. Nacional de F. | Uruguay | 2018 |

### Títulos nacionales
| Título             | Club              | País      | Año  |
| ------------------ | ----------------- | --------- | ---- |
| Supercopa Uruguaya | C. Nacional de F. | Uruguay   | 2021 |
| Premiership        | Auckland F.C.     | Australia | 2025 |

### Distinciones individuales
| Distinción                                      | Año  |
| ----------------------------------------------- | ---- |
| Premios AUF - Mejor jugador del mes (marzo)     | 2023 |
| Premios AUF - Equipo ideal del mes (marzo)      | 2023 |
| Mejor jugador de la temporada del Auckland F.C. | 2025 |